# 柳澤信夫
柳澤 信夫（やなぎさわ のぶお、1935年6月22日 - ）は日本の医学者、医師、医学博士。信州大学名誉教授。東京工科大学名誉教授。専門は神経学。日本学術会議会員（第17期）。

## 略歴・人物
東京府出身。1960年に東京大学医学部卒業後、同大学大学院を修了する。1965年に東京大学医学部附属病院神経内科の助手となる。同年3月、東京大学医学博士。論文の題は　「Thalamic influences on the gamma motor system(視床外腹側核刺激のガンマ運動系に及ぼす影響)」。1969年にハーバード大学霊長類研究所生理学部門へ留学する。その後、1980年に信州大学教授となり、1993年に信州大学医学部附属病院院長に就任する。1996年に信州大学医学部長を務めて退職した。1997年～2001年に国立療養所中部病院・長寿医療研究センター院長（同名誉院長）、2001年～2008年に労働福祉事業団・関東労災病院院長（同名誉院長）、2008年に東京工科大学片柳研究所所長、2010年～2015年に東京工科大学医療保健学部教授、医療保健学部長を歴任した。2008年 - 財団法人全日本労働福祉協会 会長（非常勤）。

### 医療活動
専門は神経変性疾患、中枢性運動障害である。松本サリン事件で信州大学医学部附属病院第三内科（神経内科）教授としてサリンによる症状を診療した。その後、地下鉄サリン事件が発生する。テレビで被害者の症状を見た柳澤医師は、松本サリン事件の症状との酷似に気付き、救護に当たっていた聖路加国際病院の日野原重明院長などに連絡し資料を送った。これは同事件における早期の救命体制確立に貢献するものであった。

### 学会活動
国内では日本神経学会理事長（同名誉会員）、日本内科学会理事（同名誉会員）、日本臨床神経生理学会理事（同名誉会員）、日本痴呆学会理事（現日本認知症学会名誉会員）、日本自律神経学会理事（同名誉会員）、日本職業・災害医学会理事長（同名誉会長）、日本老年医学会評議員を歴任した。国外では世界神経学連合日本代表、国際臨床神経生理学連合日本代表として活動した。

## 著書
- 『神経生理を学ぶ人のために』（共著、柴崎浩、医学書院、1990年/第2版、1997年）
- 『神経疾患の臨床』（編著、中外医学社、1993年）
- 『クイック・アプローチ救急医療実践ハンドブック』（編著、南江堂、1997年）
- 『Key word神経変性疾患（1997-1998）』（編著、水野美邦・中野今治、先端医学社、1997年）
- 『患者と医師のためのパーキンソン病治療』（総監修、上野エリ子監修、ミクス、1998年）
- 『パーキンソン病』（編著、金原出版、2000年）
- 『寝たきりの予防と治療』（監修、長寿科学振興財団編、保健同人社、2001年）
- 『気になる「ふるえ」がわかる本』（単著、法研、2004年）
- 『老年期痴呆の克服をめざして』（監修、長寿科学振興財団編、医学書院、2005年）
- 『臨床神経生理学』（共著、柴崎浩、医学書院、2008年）
- 『現代医学概論』（単著、医歯薬出版、2012年/第2版、2015年）

## 論文
- 国立情報学研究所収録論文 国立情報学研究所.2010-05-07閲覧。